# آبژو
آبژو (انگلیسی: Abzû) یک بازی ماجراجویی ساخته شده توسط جاینت اسکواد و منتشر شده توسط گیمز ۵۰۵ می‌باشد که در سال ۲۰۱۶ برای پلی‌استیشن ۴، اکس‌باکس وان، نینتندو سوئیچ و مایکروسافت ویندوز منتشر شده‌است. این بازی به ماجراجویی در اعماق اقیانوس‌ها می‌پردازد.